# Fontaine-Mâcon
 Fontaine-Mâcon  es una población y comuna francesa, en la región de Champaña-Ardenas, departamento de Aube, en el distrito de Nogent-sur-Seine y cantón de Nogent-sur-Seine.

## Demografía
| 410 | 359 | 342 | 392 | 394 | 425 |
| Para los censos de 1962 a 1999 la población legal corresponde a la población sin duplicidades (Fuente: INSEE [Consultar]) |     |     |     |     |     |